# Марк Эгнаций Постум
Марк Эгнаций Постум (лат. Marcus Egnatius Postumus) — римский политический деятель второй половины II века.
О происхождении Постума не осталось никаких сведений. Вполне возможно, что он был родственником консула-суффекта около 207 года Луция Эгнация Виктора. Кроме того, есть предположение, что Постум был предком известного в IV веке рода Эгнациев. О его карьере известно только лишь то, что в 183 году он занимал должность консула-суффекта вместе с Марком Гереннием Секундом. Дальнейшая биография Постума неизвестна.